# Fausto Papetti
Fausto Papetti (Viggiù, 28 de enero de 1923 - San Remo, 15 de junio de 1999) fue un músico italiano de fama internacional, quien inició su carrera artística a finales de 1955. Generalmente, empleaba en sus grabaciones el saxofón alto, el saxofón tenor y el saxofón soprano.

## Biografía
Inicia su carrera artística a finales de 1955, después de haber sido parte de algunas orquestas de jazz, comenzó a tocar con el grupo Campeones en la que acompaña el disco y en concierto Tony Dallara.

En 1959 dejó el grupo y firmaron un contrato para Durium como músico, luego de tomar parte en los grabados de las pistas de acompañamiento para varios artistas del sello. 

Un día, sin embargo, el director de la orquesta a la que pertenecía no deseó grabar el lado B de un disco de 45 RPM debido a que la obra de libre elección, Estate Violenta, de la película del mismo nombre, no era un arreglo satisfactorio. El productor, ansioso por terminar, decidió prescindir de la orquesta y de inmediato llamó la sección rítmica de la misma formación que se compuso de solo cuatro elementos: bajo, batería, guitarra y saxo. El saxofonista joven que estaba encargado de la música de la película fue, de hecho, Fausto Papetti, durante las pruebas improvisó una elaboración personal de la melodía, subrayada con una gran comprensión por la sección rítmica. Después de la prueba Papetti declaró que estaba listo para comenzar, pero la grabación se había hecho sin el conocimiento de los cuatro muchachos durante la prueba.

Estate Violenta, fue lanzado en 1959 bajo el nombre de Fausto Papetti Saxo alto y ritmo, y era tan exitosas ventas, superiores aún a la de la banda sonora original de la película, que convencieron a la Durium para otorgarle en el mismo año su primer álbum. En la portada una foto de él con el siguiente título: Fausto Papetti - Sax Alto e Ritmi. Era una colección que incluía dieciséis canciones famosas de la época dispuestas en versión instrumental, seleccionados de música de películas (como la canción tema de La dolce vita escrita por Nino Rota o Scandalo al sole) y éxitos del momento (Till, Too Much Tequila); sin olvidar, sin embargo, su primer amor: el jazz, Cheek to Cheek. Este álbum fue seguido por un segundo:Fausto Papetti - Saxo alto y ritmo - Raccolta № 2, que alterna con las piezas de música de cine, los estándar y las versiones instrumentales de éxitos. A partir del tercer álbum, todos sus discos fueron titulados Raccolta e identificados con el número ordinal.

Entre los músicos que lo acompañaron observamos el famoso baterista Pupo De Luca. En los años siguientes también tocó con Adriano Celentano y Enzo Jannacci quien más tarde se dedicó al cine como actor.

Papetti llegó a ser bien conocido por todos los años sesenta y setenta, y cada nueva colección llegaba regularmente a la cima de las listas de ventas. Entre los años 1965 y 1975 tocó con su orquesta y con su cantante Jimmy Roty, en la Casa Municipal de Selva di Fasano, pueblo del municipio de Fasano, entonces frecuentado por grandes nombres de la música como Mina, Peppino Di Capri, Ornella Vanoni, Caterina Caselli, John Foster (Paolo Occhipinti), Lara Saint Paul, Fred Bongusto, etc. Obtuvo considerable éxito en el extranjero, especialmente en Alemania, España y en todo el mercado latinoamericano.

Las versiones de Papetti corresponden al género de música ligera o easy listening y eran a menudo la mejor solución para funcionar como música de fondo en restaurantes, hoteles y tiendas, y como música de acompañamiento en viajes en automóvil. La época más exitosa fue, por lo tanto, precisamente con la difusión del track 8 y casete como soportes fácilmentes transportables durante los 70's, y el sonido de estos años setenta llevó entonces a Papetti a publicar dos colecciones al año. Papetti se convirtió así en el verdadero fundador de este género y muchas compañías trataron de imitar la misma fórmula con otros talentosos músicos, como Johnny Sax o Piergiorgio Farina.

Las ediciones de Papetti también marcaron un punto de inflexión en el diseño de las cubiertas, pues se caracterizaban por la presencia de fotografías de mujeres semidesnudas, en su época consideradas muy atrevidas.

En paralelo a las "Raccoltas", Durium Records, paralelamente publicó álbumes temáticos, como por ejemplo I Remember, y álbumes compilatorios: Old America, Evergreen, Bonjour France, Made in Italy, Ritmi dell'America Latina, Cinema anni '60, Cinema anni '70.

En 1985, después de 25 años, Fausto Papetti abandonó Durium para grabar en la CBS, en 1988 luego adquirida por Sony Music; y en 1989 graba para el sello Fonit Cetra.

Fausto Papetti falleció en 1999 a los 76 años luego de un infarto fulminante. Se encuentra sepultado en Ospedaletti, donde vivió durante más de veinticinco años.

## Discografía

### Raccoltas
- 1960 -   1a Raccolta (Durium, ms AI 77042)
- 1961 -   2a Raccolta (Durium, ms AI 77054)
- 1962 -   3a Raccolta (Durium, ms AI 77062)
- 1963 -   4a Raccolta (Durium, ms AI 77078)
- 1964 -   5a Raccolta (Durium, ms AI 77087)
- 1965 -   6a Raccolta (Durium, ms AI 77110)
- 1966 -   7a Raccolta: I Motivi dei Film (Durium, ms AI 77150)
- 1967 -   8a Raccolta (Durium, ms AI 77189)
- 1968 -   9a Raccolta (Durium, ms AI 77210)
- 1969 - 10a Raccolta (Durium, ms AI 77237)
- 1970 - 11a Raccolta (Durium, ms AI 77261)
- 1971 - 12a Raccolta (Durium, ms AI 77284)
- 1971 - 13a Raccolta: The Best of Fausto Papetti sax (Durium, ms AI 77293)
- 1972 - 14a Raccolta (Durium, ms AI 77300)
- 1972 - 15a Raccolta: Il Disco d'oro di Fausto Papetti (Durium, ms AI 77310)
- 1973 - 16a Raccolta (Durium, ms AI 77324)
- 1973 - 17a Raccolta (Durium, ms AI 77335)
- 1974 - 18a Raccolta (Durium, ms AI 77342)
- 1974 - 19a Raccolta (Durium, ms AI 77355)
- 1975 - 20a Raccolta (Durium, ms AI 77363)
- 1975 - 21a Raccolta (Durium, ms AI 77371)
- 1976 - 22a Raccolta (Durium, ms AI 77380)
- 1976 - 23a Raccolta (Durium, ms AI 77383)
- 1977 - 24a Raccolta (Durium, ms AI 77386)
- 1977 - 25a Raccolta (Durium, ms AI 77390)
- 1978 - 26a Raccolta (Durium, ms AI 77397)
- 1978 - 27a Raccolta (Durium, ms AI 77401)
- 1979 - 28a Raccolta (Durium, ms AI 77405)
- 1979 - 29a Raccolta (Durium, ms AI 77406)
- 1980 - 30a Raccolta (Durium, ms AI 77414)
- 1980 - 31a Raccolta (Durium, ms AI 77418)
- 1981 - 32a Raccolta (Durium, ms AI 77420)
- 1981 - 33a Raccolta (Durium, ms AI 77425)
- 1982 - 34a Raccolta - Primo Amore (Durium, ms AI 77428)
- 1982 - 35a Raccolta (Durium, ms AI 77431)
- 1983 - 36a Raccolta (Durium, ms AI 77433)
- 1983 - 37a Raccolta - Non Stop (Durium, ms AI 77437)
- 1984 - 38a Raccolta (Durium, ms AI 77440)
- 1984 - 39a Raccolta - Sax Idea (Durium, ms AI 77445)
- 1985 - 40a Raccolta - Fausto Papetti oggi (CBS,26771)
- 1986 - 41a Raccolta - San Remo '86 (CBS)
- 1986 - 42a Raccolta - Oggi vol. 2 (CBS)
- 1987 - 43a Raccolta - San Remo '87 (CBS)
- 1988 - 44a Raccolta - Oggi vol. 3 (CBS)
- 1988 - 45a Raccolta - San Remo '88 (CBS)
- 1988 - 46a Raccolta - Oggi vol. 4 (CBS)
- 1989 - 47a Raccolta - Musica Nell'aria (Fonit Cetra)
- 1990 - 48a Raccolta (Fonit Cetra)
- 1991 - 49a Raccolta - Amore (Fonit Cetra)
- 1997 - 50a Raccolta (Dig It)

### I Remember
- 1962 -   1a I Remember (Durium, ms AI 77060)
- 1965 -   2a I Remember (Durium, ms AI 77119)
- 1966 -   3a I Remember (Durium, ms AI 77149)
- 1967 -   4a I Remember (Durium, ms AI 77178)
- 1969 -   5a I Remember: Motivi dell' América Latina (Durium, ms AI 77216)
- 1970 -   6a I Remember: Douce France (Durium, ms AI 77249)
- 1971 -   7a I Remember: Ciao Italia (Durium, ms AI 77274)

### Grabaciones adicionales
- 1959 -   The Modern Jazz Quintet di Pupo de Luca (Durium, ep A 3099)
- 1961 -   Due Stili, Due Strumenti: Fausto Papetti & Mario Pezzotta (Durium, ms AI 77048)

### Sencillos
- 1960 -   Estate Violenta (Durium, ep M 3256)
- 1960 -   La Ragazza Con La Valigia (Durium, ep M 3274)
- 1960 -   Il Nostro Concerto (Durium, ld M 6881)
- 1961 -   Sax For Longe (Durium, ep M )
- 1961 -   Torna A Settembre (Durium, ep M 3294)
- 1962 -   Sylvie (Durium, ld M 7218)
- 1963 -   Ricorda (Durium, ld A 7284)
- 1963 -   Sole Spento (Durium, ld A 7303)
- 1963 -   Dal Film Agente "007" Missione Goldfinger (Durium, ld A 7408)
- 1963 -   Dal Film L'Ultimo Tentativo (Durium, ld M 7451)
- 1963 -   Dal Film Operazione Tuono (Durium, ld M 7460)
- 1964 -   The Wedding (Vogue, DV 14250)
- 1968 -   Take Five (Durium, ld A 7582)
- 1968 -   Time Is Tight (Durium, ld A 7635)
- 1973 -   Footprints On The Moon (Durium, ld A 7789)